# Сибуглемет
Сибуглемет () — российский угледобывающий холдинг, основным бизнесом которого является производство коксующихся углей, используемых в металлургии, предприятия которого в основном расположены в Кемеровской области.
Сибуглемет — единственный в России независимый от металлургических компаний производитель коксующихся углей.
Владельцем холдинга «Сибуглемет» является государственная корпорация ВЭБ РФ.

## Структура
Предприятия группы Сибуглемет:
- ООО «Холдинг Сибуглемет»,
- АО "Шахта «Большевик»,
- АО "Шахта «Антоновская»,
- АО "ОФ «Антоновская»,
- АО "ОФ «Междуреченская»,
- АО «Междуречье»,
- АО «Угольная компания Южная»,
- АО «Сибуглемет»,
- АО «ПВВ»,
- АО «Сибуглемет-М».

## Деятельность

### Направления деятельности
Основными видами деятельности являются добыча, переработка и реализация угля и угольной продукции.

### Натуральные показатели
Объем добычи составляет свыше 12 млн.тонн угля в год.

## История
Компания была основана в 1995 году совместно Анатолием Скуровым, Валентином Бухтояровым, Владимиром Мельниченко и бывшим коммерческим директором «Кузнецкугля» Анатолием Смоляниновым. Является партнером СибГИУ 

## Санкции
28 февраля 2022 года, на фоне вторжения России на Украину, холдинг внесён в санкционный список США как связанный с компаниями ВЭБ и «Промсвязьбанк» которые в свою очередь «имеют ключевую роль в финансировании оборонной промышленности России».
28 октября 2022 года холдинг включён в санкционный список Канады за «роль в содействии или поддержке неспровоцированного и неоправданного вторжения России на Украину».